# 크로아티아-헝가리 동군연합
크로아티아-헝가리 동군연합은 1102년부터 1526년까지 존재했던 크로아티아와 헝가리 간의 동군연합이다. 정식 국호는 크로아티아 왕국(크로아티아어: Kraljevina Hrvatska, 헝가리어: Horvát királyság, 라틴어: Regnum Croatiae)이다.
1091년에 트르피미로비치 왕조 출신의 스체판 2세 국왕이 왕위 계승자 없이 사망하면서 중세 크로아티아 왕국은 계속되는 내전과 혼란에 빠지게 된다. 1093년에는 크로아티아의 영주였던 페타르 스바치치(Petar Svačić)가 크로아티아의 영주들에 의해 크로아티아의 명목상 국왕으로 선출되었지만 1097년에 일어난 그보즈드산(Gvozd) 전투에서 헝가리 군대에 패사하고 만다.
1097년붙터 아르파드 왕조 출신인 헝가리 왕국의 칼만 국왕은 크로아티아에 남아 있던 영주들과 함께 5년 동안에 걸친 협상을 진행했다. 1102년에는 크로아티아의 귀족들이 헝가리의 칼만 국왕을 크로아티아의 국왕으로 인정하는 조약을 체결했다. 헝가리의 칼만 국왕이 비오그라드나모루에서 열린 대관식에서 "크로아트인과 달마티아인의 왕"이라는 칭호를 받으면서 크로아티아는 헝가리와의 인적 동군연합 관계를 수립하게 된다.
크로아티아-헝가리 동군연합은 크로아티아의 정부 수반 즉 총독(Ban)이 헝가리의 국왕의 역할을 대신했으며 크로아티아의 귀족들은 자체적인 의회(사보르, Sabor)를 소유했다. 토지를 소유한 크로아티아의 귀족들은 헝가리의 왕실로부터 각종 특권을 받았다. 1198년에는 임레 국왕의 동생인 언드라시 2세가 크로아티아 공작, 달마티아 공작 칭호를 받았다.
12세기부터 헝가리, 크로아티아의 귀족들은 봉건제의 영향을 받은 정치 제도를 확립했다. 이 시기에 등장한 크로아티아의 귀족 가문으로는 슈비치가(Šubić), 바보니치가(Babonić), 카치치가(Kačić)가 있다. 1242년에는 몽골 제국 군대가 크로아티아를 침공하면서 크게 파괴되었고 1240년대 초반에는 크로아티아의 몇몇 귀족들 사이에서 내전이 벌어지면서 크로아티아는 위기를 맞게 된다.
1301년에 헝가리의 카로이 1세 국왕이 즉위한 뒤부터 크로아티아는 점차 재건되었다. 1358년 2월 18일에는 헝가리의 러요시 1세 국왕이 달마티아의 자다르에서 베네치아 공화국과의 평화 조약을 체결했다. 이 조약에 따라 달마티아는 크로아티아의 영향을 받게 된다.
1453년에 비잔티움 제국을 정복한 오스만 제국은 발칸반도를 중심으로 유럽에서 세력을 확장해 나갔고 1463년에는 보스니아를 정복하면서 크로아티아를 위협하게 된다. 1493년 9월 9일에 일어난 크르바바 평원 전투에서 크로아티아 군대가 오스만 제국 군대에 패배한 이후에는 수많은 크로아트인들이 오스트리아 부르겐란트, 헝가리 남부, 이탈리아 연안 지대로 이주하게 된다.
1522년 5월 29일에는 오스만 제국 군대가 크닌을 정복하면서 크로아티아는 쇠퇴하게 된다. 1526년 8월 29일에 일어난 모하치 전투에서 헝가리의 러요시 2세 국왕이 오스만 제국 군대의 공격을 받고 전사하면서 크로아티아와 헝가리 간의 동군연합 관계가 소멸되었다.
1527년 1월 1일에는 크로아티아의 귀족들이 체틴성(Cetin)에서 소집된 크로아티아 의회를 통해 체틴 헌장을 채택했다. 이 헌장에 따라 크로아티아에는 오스트리아의 합스부르크가가 지배하던 합스부르크 군주국의 일원인 합스부르크 크로아티아가 수립되었다.